# Le Singe (fable)
Le Singe est la dix-neuvième fable du livre XII de Jean de La Fontaine situé dans le troisième et dernier recueil des Fables de La Fontaine, édité pour la première fois en 1693 mais daté de 1694.

## Texte de la fable
Il est un singe dans Paris

               A qui l'on avait donné Femme.

               Singe en effet d'aucuns maris,

               Il la battait. La pauvre Dame

En a tant soupiré qu'enfin elle n'est plus.

               Leur Fils se plaint d'étrange sorte,

               Il éclate en cris superflus :

               Le Père en rit : sa femme est morte.

               Il a déjà d'autres amours,

          Que l'on croit qu'il battra toujours.

Il hante la taverne, et souvent il s'enivre.

N'attendez rien de bon du Peuple imitateur,

               Qu'il soit singe ou qu'il fasse un livre :

               La pire espèce, c'est l'auteur.
— Jean de La Fontaine, Fables de La Fontaine, Le Singe, texte établi par Jean-Pierre Collinet, Fables, contes et nouvelles, Gallimard, « Bibliothèque de la Pléiade », 1991, p. 491